# HTL Mödling

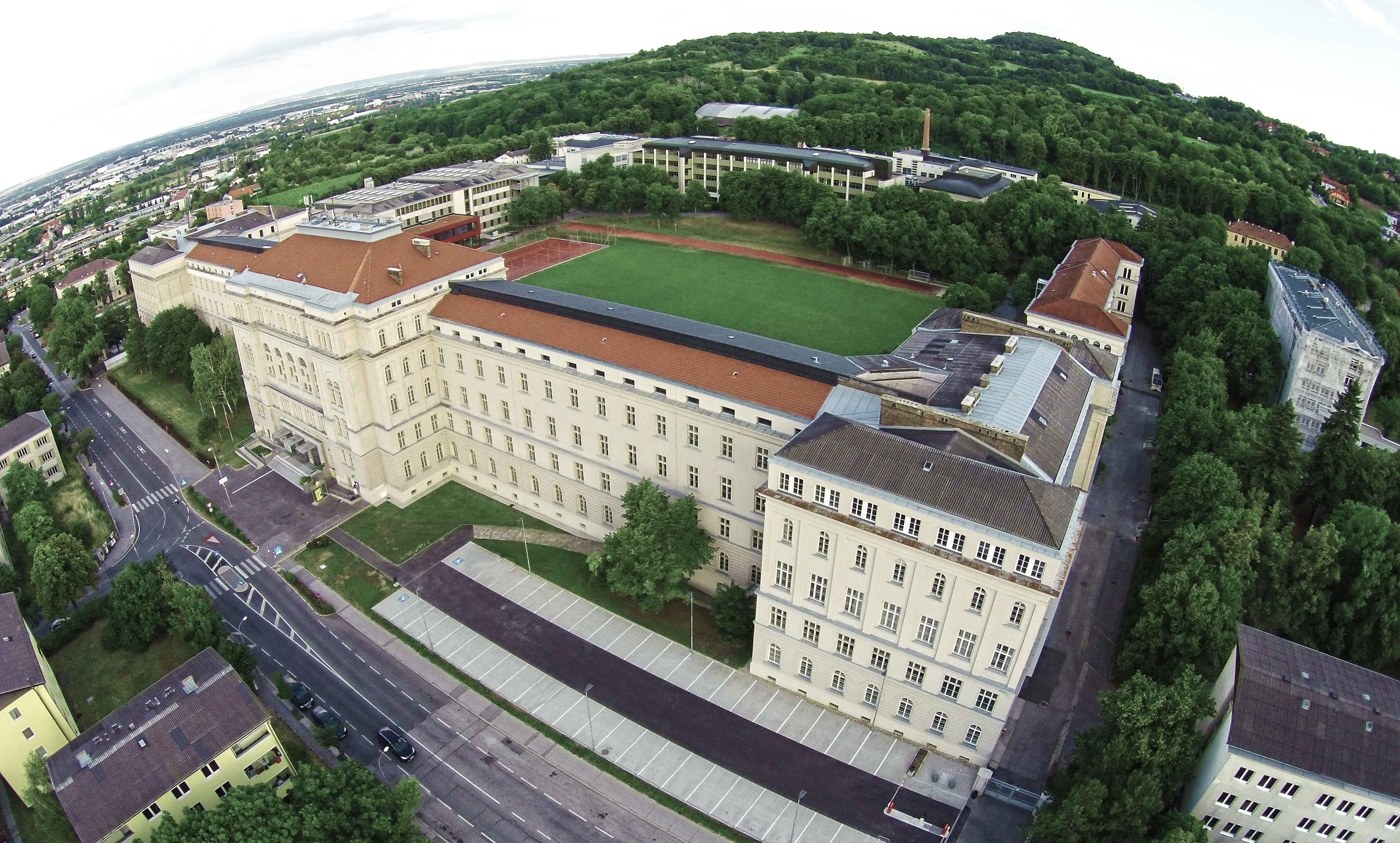
Luftaufnahme der HTL Mödling

Die HTL Mödling ist eine berufsbildende höhere Schule (Höhere technische Lehranstalt) mit angeschlossener Versuchsanstalt (HTBLuVA) in Mödling, die aus der k.u.k. Technischen Militärakademie Mödling hervorging und mit rund 3500 Schülern als eine der größten Schulen Europas gilt.

## Geschichte der HTL Mödling

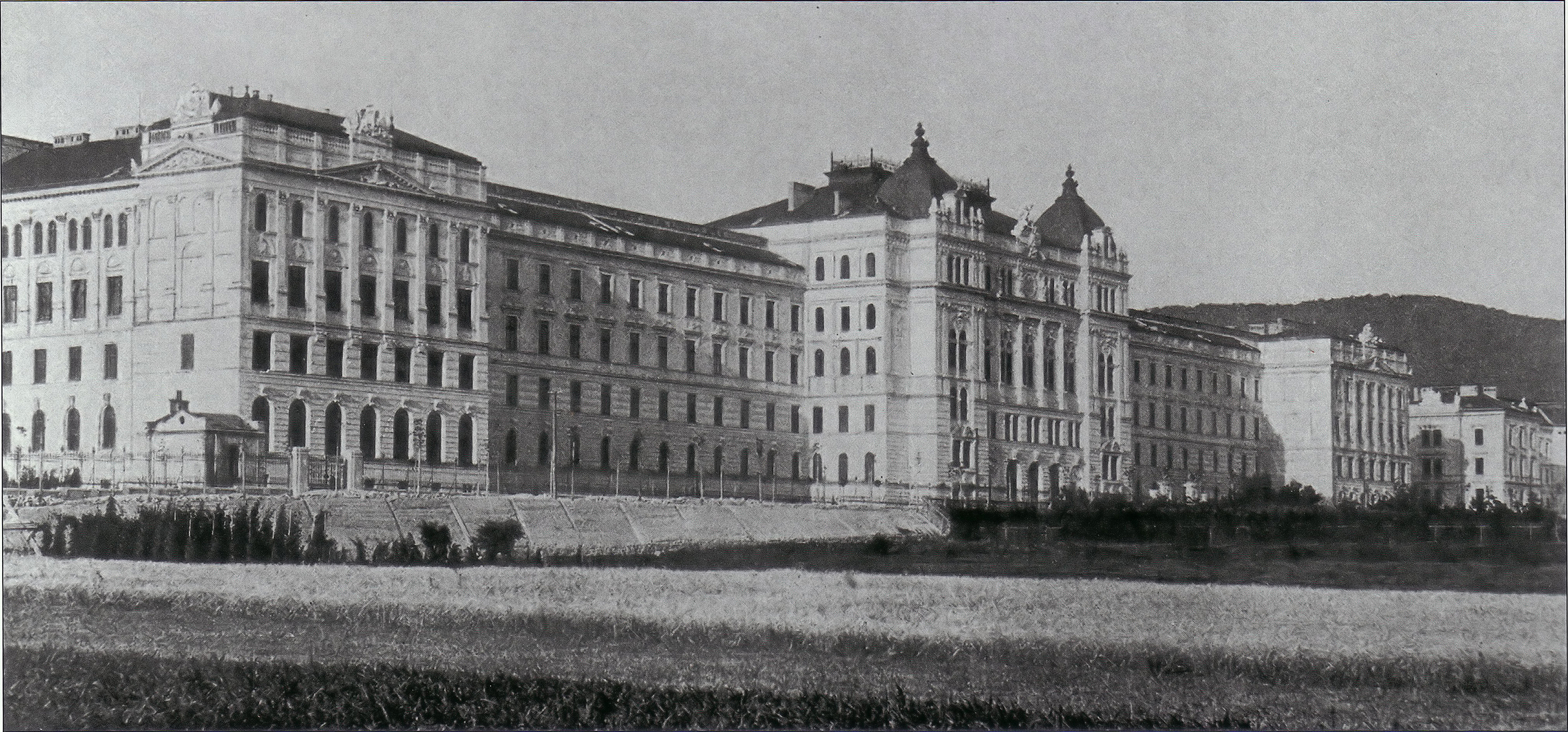
Hauptgebäude der k.u.k. Technischen Militärakademie um 1904

Kaiser Franz Joseph beim Verlassen der k.u.k. Technischen Militärakademie am 4. November 1904

Die heutige HTL Mödling ist in den Gebäuden der ehemaligen k.u.k. Technischen Militärakademie untergebracht, welche sich ursprünglich von 1869 bis 1904 in der Stiftskaserne in Wien befand. Da die Gebäude der Stiftskaserne nicht mehr den Ansprüchen einer technischen Militärakademie entsprachen, begann man sich nach einem neuen Standort umzuschauen. Die Wahl fiel auf den Neubau einer Militärakademie auf einer 18 Hektar umfassenden Hutweide am südlichen Hang des Eichkogels, welche 1896 vom Reichskriegsministeriums um vier Millionen Kronen von der Stadt Mödling erworben wurde. Diese Summe sollte in Ratenzahlungen über die nächsten 54,5 Jahre abbezahlt werden, jedoch erfolgte die letzte Ratenzahlung auf Grund des Zusammenbruchs von Österreich-Ungarn schon im Jahre 1918. Trotz der fehlenden Ratenzahlungen profitierte die Stadt Mödling von dem Bau der Akademie, da sich der Bekanntheitsgrad enorm erhöhte, und auch die Wirtschaft florierte.
Im Jahr 1901 wurde mit dem Bau des Hauptgebäudes und der weiteren 25 Einzelgebäuden nach den Plänen des Militär-Oberingenieurs Paul Acham begonnen, welcher 1904 beendet wurde, und am 4. November 1904 von Kaiser Franz Joseph eröffnet wurde. Bis zu 370 Schüler konnten zu diesem Zeitpunkt in der Akademie leben und unterrichtet werden. Zudem existierte eine beinahe autarke Infrastruktur, so gab es zum Beispiel neben den für den militärischen Betrieb notwendigen Einrichtungen wie Ställen und Exerzierplätzen auch eine eigene Gärtnerei, eine Fleischerei, einen Kranken- und Isolierpavillon, mehrere Bibliotheken, ein Schwimmbad, ein Friseurzimmer usw.
Nach nur 14 Jahren Schulbetrieb am Standort Mödling stellte die k.u.k. Technische Militärakademie am 12. November 1918 mit dem Ausrufen der Republik Deutschösterreich ihren Betrieb ein. Der Militärschule folgte eine deutschösterreichische Staatsrealschule, in der jedoch katastrophale Bedingungen herrschten, so wurden zum Beispiel um ein Vielfaches mehr Schüler aufgenommen, was eine schlechte Versorgung und sogar Wassermangel zur Folge hatte. Kurzzeitig überlegte man, die Gebäude anderwärtig zu benutzen, zum Beispiel als Altersheim oder Casino, jedoch besann man sich dann doch, mit einer technischen Ausbildung fortzufahren.
Am 17. November 1919 wurde das erste Mal der reguläre Lehrbetrieb an der HTL Mödling unter dem Namen „Deutsch-österreichische Technisch-gewerbliche Staatslehranstalt in Mödling“ mit 154 Schülern in vier Abteilungen (Tiefbau, Hochbau, Maschinenbau und Elektrotechnik) und anfangs zehn Lehrern aufgenommen. Zehn Jahre später wurden bereits über 1000 Schüler in sechs Abteilungen unterrichtet.
Heinrich Maier, Mitglied der Widerstandsgruppe Maier-Messner-Caldonazzi war zwischen 1936 und 1938 Religionslehrer an der Schule.
Der Anschluss Österreichs an das Deutsche Reich am 12. März 1938 hinterließ seine Spuren, so wurde ab dem Schuljahr 1938/1939 die Fächer „Menschliche Erblehre und Rassenpflege“ und „Einführung in den Luftschutz“ unterrichtet, Teile des Gebäudes in Tarnfarben gestrichen, sowie die bereits davor existierende vormilitärische Ausbildung (im Rahmen der körperlichen Übungen) fokussiert. Zudem wurde die Betriebsfeuerwehr der Gewerbeschule erweitert, und die Schüler im Laufe des Krieges immer häufiger zu sogenannten Notstandseinsätzen gerufen, bis der Unterricht am 30. März 1945 komplett eingestellt wurde. Da die sowjetischen Truppen immer näher rückten, wurde am 4. April der Befehl zum Sprengen der Anstalt gegeben, um diese nicht den Besatzern zu überlassen. Da der Sprengbeauftragte jedoch untertauchte, kam es zu dieser nie.

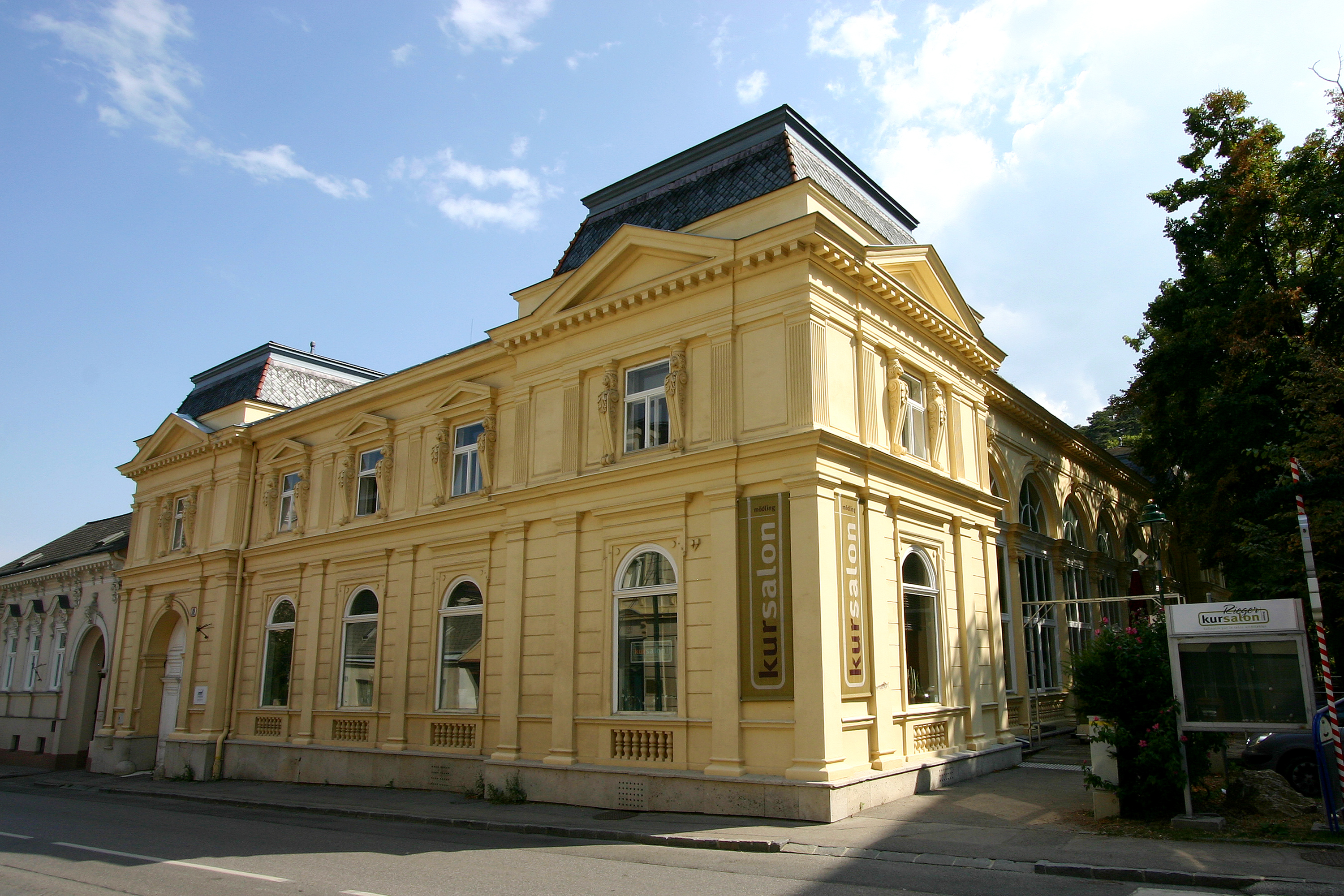
Kursalon Mödling. Hier wurde bis 1974 ein Teil des Unterrichtes der Abteilung Elektronik abgehalten

Am 8. April 1945 wurde im Hauptgebäude ein Kriegsspital für bis zu 2.000 Verwundete eingerichtet, welche aber bald auf ca. 100 zurückgingen, worauf der Schulbetrieb am 7. Juni 1945 mit 200 Schülern wieder aufgenommen werden konnte. Da jedoch kurze Zeit später das militärische Quartiermeisteramt der Besatzungsmacht das Hauptgebäude beschlagnahmte, erwies sich der Unterricht erneut als schwierig. Auf Grund des besetzten Hauptgebäudes wurde der Theorieunterricht im Schuljahr 1945/1946 bereits wieder mit über 1.000 Schülern in der Jakob-Thoma-Hauptschule abgehalten. Auf Grund der immer weiter steigenden Schüleranzahl wurde der Unterricht im Schuljahr 1946/1947 von der Jakob-Thoma-Hauptschule in das Gebäude des Realgymnasiums Keimgasse verlegt, in der auch die Küche und der Speisesaal für die Internatsschüler eingerichtet wurde. Zudem diente der Turnsaal des Gymnasiums als Schlafsaal. Nachdem die sowjetischen Besatzer 1951 das gesamte Schulareal mit Ausnahme der Werkstätten übernahmen, wurde die HTL Mödling auf insgesamt neun Standorte in ganz Mödling aufgeteilt. So wurden zum Beispiel die Internatsschüler sowie Teile der Elektronik-Abteilung im Missionshaus St. Gabriel, oder das Chemie-Labor im Mödlinger Kursalon untergebracht. Diese Situation änderte sich jedoch mit dem Abzug der sowjetischen Truppen im Jahr 1955.
Bis zu Beginn 1959 wurden nach und nach alle ehemaligen Standorte, mit Ausnahme des Heims in der Hinterbrühl (bis 1962) und des Kursalons (bis 1974) zurückgegeben, und der Schulbetrieb konzentrierte sich wieder auf das ursprüngliche Areal der HTL Mödling. Es folgten mehrere Renovierungs- sowie Umbauarbeiten, unter anderem:

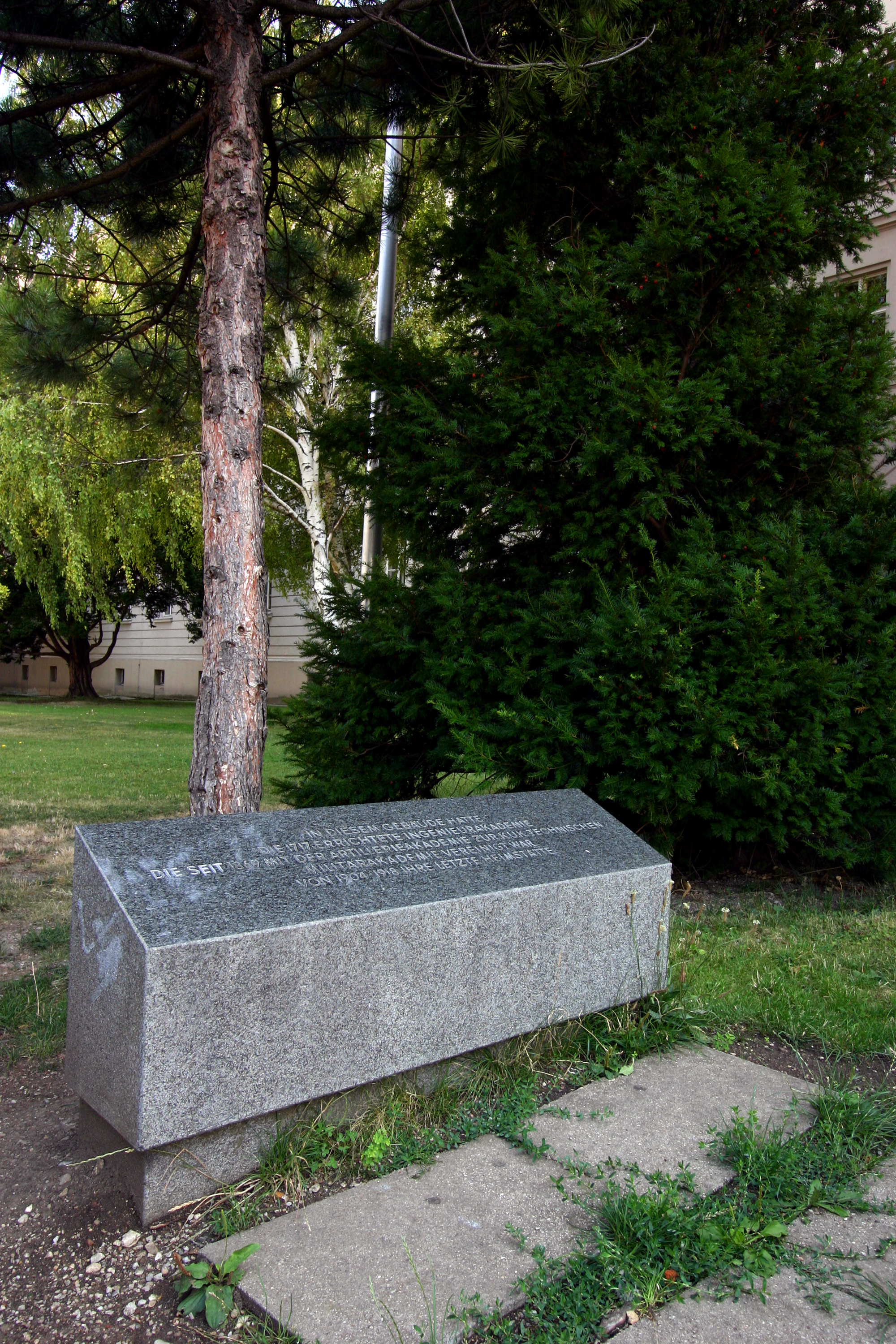
Gedenkstein für die k.u.k Technische Militärakademie vor der HTL Mödling

- Renovierung des Hauptgebäudes (1955–1960, Fassadenrenovierung 1988)
- Bau des Fernheizwerk (Betrieb ab 1957)
- Bau der Maschinenbau-Werkstättenhalle (Betrieb ab 1958)
- Neugestaltung der Schulkapelle (1962 sowie 2000)
- Neubau des Schülerheims (Betrieb ab 1962, bzw. 1968 und 1977)
- Umbau der ehemaligen Reithalle in Turnsäle (Betrieb ab 1965)
- Aufstockung des Osttraktes (Betrieb ab 1966)
- Bau der Laborgebäude für die Holztechnikabteilung (Bau 1971–1973)
- Bau eines Handballplatzes (Betrieb ab 1975)
- Bau der Laborgebäude für die Elektrotechnik/Maschinenbau (Bau 1971–1976, Dachaufbau 1998)
- Bau des C-Gebäudes (Betrieb ab 1978)
- Sanierung des Sportplatzes (1987)
- Bau des Werkstättengebäudes (Bau 1988–1994)
- Renovierung und Aufstockung des D-Gebäudes (1989–1991)
- Bau der Tischlereiwerkstätte und einer neuen Zweifach-Turnhalle (Betrieb ab 2005)
- Neubau des Restaurants im Osttraktes (2012–2013)
- Fassadensanierung des Holztechnikgebäudes (2013)
- Umbau des alten Buffet- und Restaurantbereichs im Hauptgebäude (2013–2014)
- Fassadensanierung der Turnsäle 1 bis 3 (2014)
- Abriss des C-Gebäudes (2022)

Mit dem Ausbau der Schule stieg auch die Schülerzahl, so wurden 1960 rund 1.600 Schüler unterrichtet und im Schuljahr 1979/1980 bereits über 3.000.

## Direktoren der Militärakademie bzw. HTL Mödling
Seit der Gründung der k.u.k Technischen Militärakademie, später HTL Mödling gab es 19, ausschließlich männliche, Akademie- bzw. Schulleiter.
| Akademie- bzw. Schulleiter  | Beginn | Ende |
| --------------------------- | ------ | ---- |
| FML Artur Horeczky          | 1904   | 1907 |
| FML Georg Ritter von Dormus | 1907   | 1911 |
| FML Georg Hefelle           | 1911   | 1914 |
| FML Carl Ritter von Wessely | 1914   | 1915 |
| FML Oskar von Heimerich     | 1915   | 1918 |
| Alois Scholz                | 1918   | 1919 |
| Karl Eduard Allitsch        | 1919   | 1935 |
| Josef Pekarek               | 1935   | 1938 |
| Ferdinand Rieger            | 1938   | 1945 |
| Ernst Junk                  | 1945   | 1947 |
| Franz Schrangl              | 1947   | 1952 |
| Josef Aschenbrenner         | 1952   | 1956 |
| Robert Nebosis              | 1956   | 1965 |
| Hans Kraichich              | 1965   | 1971 |
| Josef Pongratz              | 1971   | 1972 |
| Friedrich Niklas            | 1972   | 1979 |
| Alfred Gratzl               | 1979   | 2000 |
| Hartmut Kranlich            | 2000   | 2007 |
| Peter Cernov                | 2007   | 2010 |
| Harald Hrdlicka             | 2010   | 2019 |
| Hannes Sauerzopf            | 2019   | 2025 |

## Die HTL Mödling heute
Heute gilt die HTL Mödling mit etwa 3.500 Schülern als größte Schule Österreichs. Unterrichtet werden sie von 411 Lehrkräften (Stand Schuljahr 2018/19).

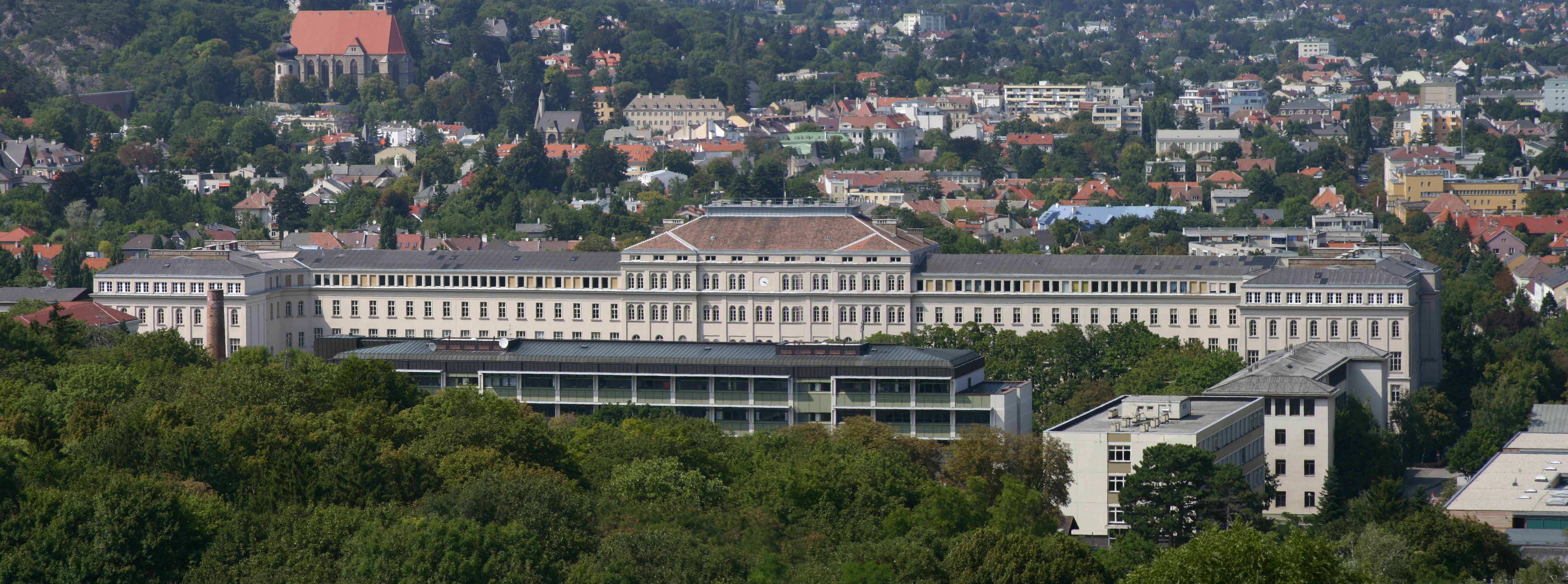
HTL Mödling von Süden gesehen
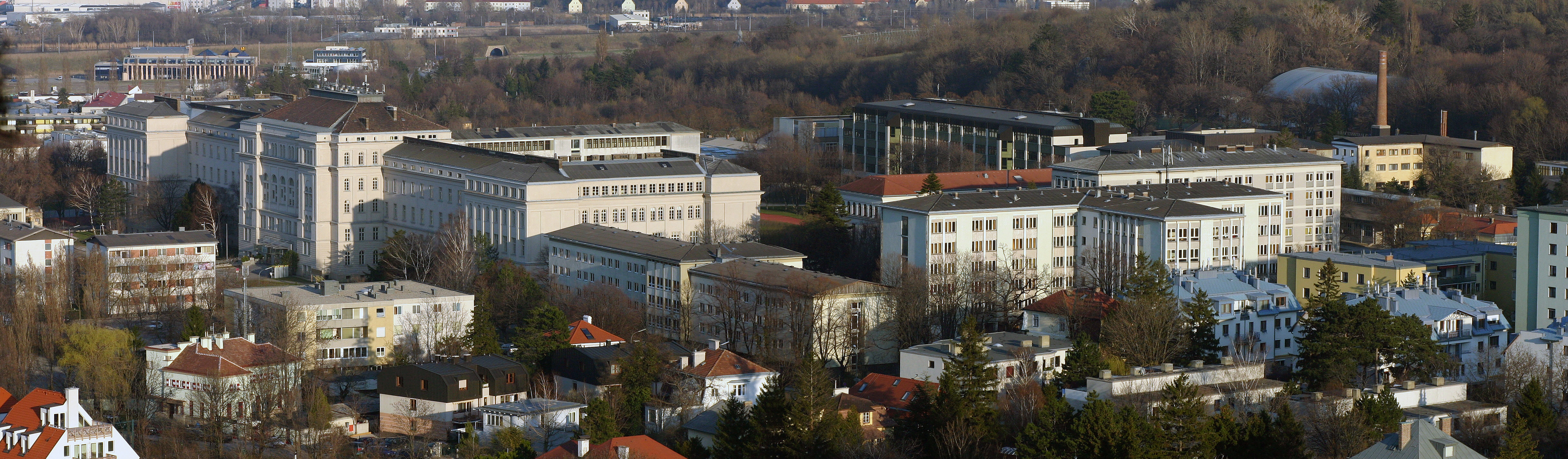
HTL Mödling von Nordwesten gesehen
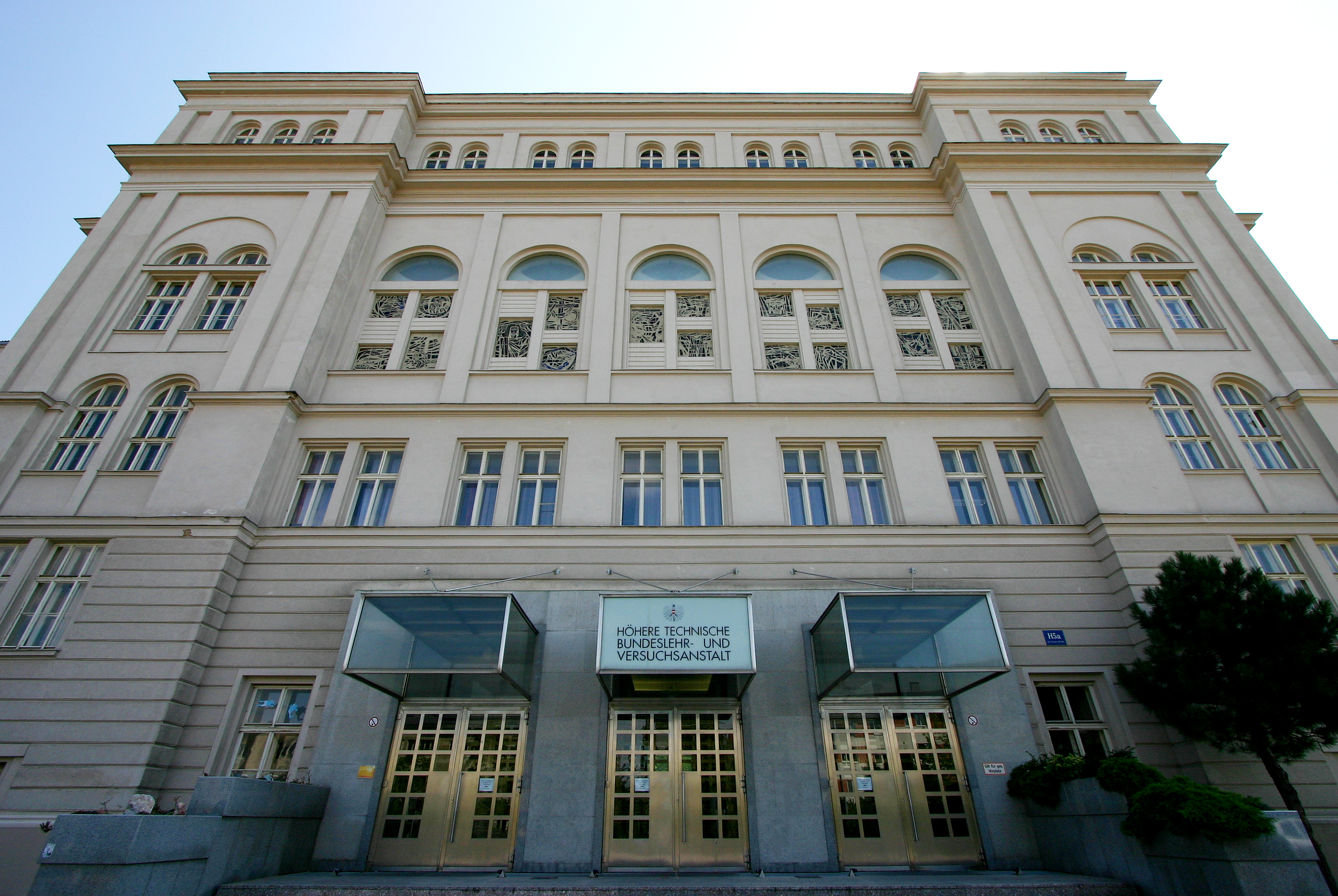
Front der HTL Mödling
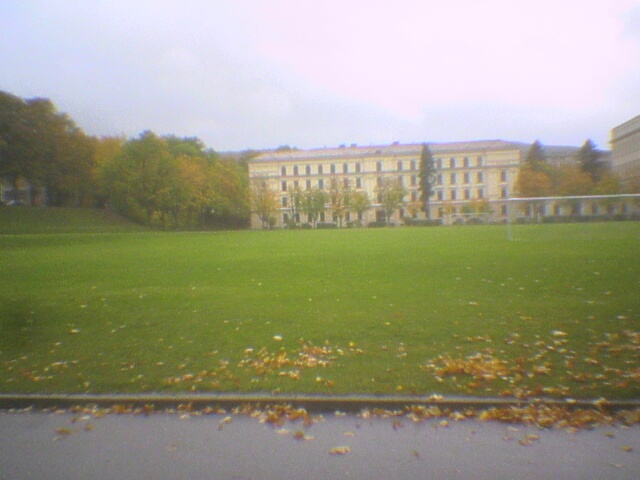
Blick auf die Elektronik-Abteilung

## Abteilungen der HTL Mödling
Den Schülern stehen insgesamt 10 höhere Abteilungen (5-jährig) mit 11 verschiedenen Ausbildungsschwerpunkten, 7 Fachschulen (4-jährig) sowie 7 Kollegs (2-jährig) zur Wahl, welche in 10 administrative Einheiten gegliedert sind:

### ElektronikundTechnische Informatik
- Höhere Abteilung für Elektronik und Technische Informatik mit Aufspaltung in die Ausbildungszweige „Telekommunikation“ sowie „Technische Informatik“ nach der 3. Klasse

Die Ausbildungsschwerpunkte der höheren Abteilung für Elektronik wurden zuerst im Rahmen der Ausbildung der höheren Abteilung für Elektrotechnik behandelt. Auf Grund der steigenden Nachfrage nach Elektronikern in den 60er Jahren, wurde 1967 die Abteilung „Hochfrequenz- und Nachrichtentechnik“ gegründet, welche später in „Elektrische Nachrichtentechnik und Elektronik“ umbenannt wurde.
Die Ausbildungszweige „Telekommunikation“ sowie „Technische Informatik“ werden in dieser Art nicht mehr weitergeführt. Die 3. Klasse des Schuljahres 2019/20 ist somit die erste Klasse die ohne Aufspaltung in der Spezifizierung „Technische Informatik“ unterrichtet wird.
- Fachschule für Elektronik

Die Fachschule für Elektronik existiert seit 1976.
- Kolleg/Aufbaulehrgang für Informationstechnologie und Elektronik

Das Kolleg für Informationstechnologie war das zweite Kolleg an der HTL Mödling und wurde im Schuljahr 2000/2001 gegründet.

### Elektrotechnik
- Höhere Abteilung für Elektrotechnik, welche mit der Reife- und Diplomprüfung endet. Neben der klassischen Elektrotechnik werden auch die Ausbildungsschwerpunkte Erneuerbare Energien und Robotik behandelt.
- Fachschule für Elektrotechnik, endet mit einer Abschlussprüfung (vergleichbar mit einem Lehrabschluss). Der Schwerpunkt der Ausbildung liegt dabei eher auf der praktischen Anwendung des Fachwissens.

### Maschinenbau Fahrzeugtechnik
- Höhere Abteilung für Fahrzeugtechnik, gegründet 1934 unter dem Namen „Höhere Abteilung für Automobilbau“.
- Fachschule für Kraftfahrzeugbau

### Holztechnik
- Höhere Abteilung für Holztechnik
- Fachschule für Holztechnik, seit dem Schuljahr 2024/25[6]
- Kolleg für Holztechnik. Das Kolleg für Holztechnik existiert seit dem Schuljahr 1999/2000.

- 3-jähriges Praktikum für Holztechnik

Bei dieser Ausbildungsart handelt es sich um eine einmalige Sonderklasse an der HTL Mödling. Sie richtet sich an alle, die eine Meister- oder Gesellenprüfung in einem holzwirtschaftlichen Beruf (Tischlerei, Zimmerei, Sägetechnik und Forsttechnik) oder eine entsprechende Fachschule absolviert haben.

### Innenarchitektur Raum- und Objektgestaltung
- Höhere Abteilung für Innenarchitektur Raum- und Objektgestaltung
- Fachschule für Tischlereitechnik
- Kolleg für Innenarchitektur

### Maschinenbau Anlagentechnik
- Höhere Abteilung für Maschinen- und Anlagentechnik
- Fachschule für Maschinen- und Anlagentechnik
- Kolleg für Energieplanung, Gebäude- und Kältetechnik

### Mechatronik
- Höhere Abteilung für Mechatronik-Präzisionstechnik (bis Ende Schuljahr 2016/17, dann Höhere Abteilung für Mechatronik)
- Fachschule für Mechatronik

Die Fachschule für Feinwerktechnik wurde 1972 eingeführt.

### Wirtschaftsingenieurwesen

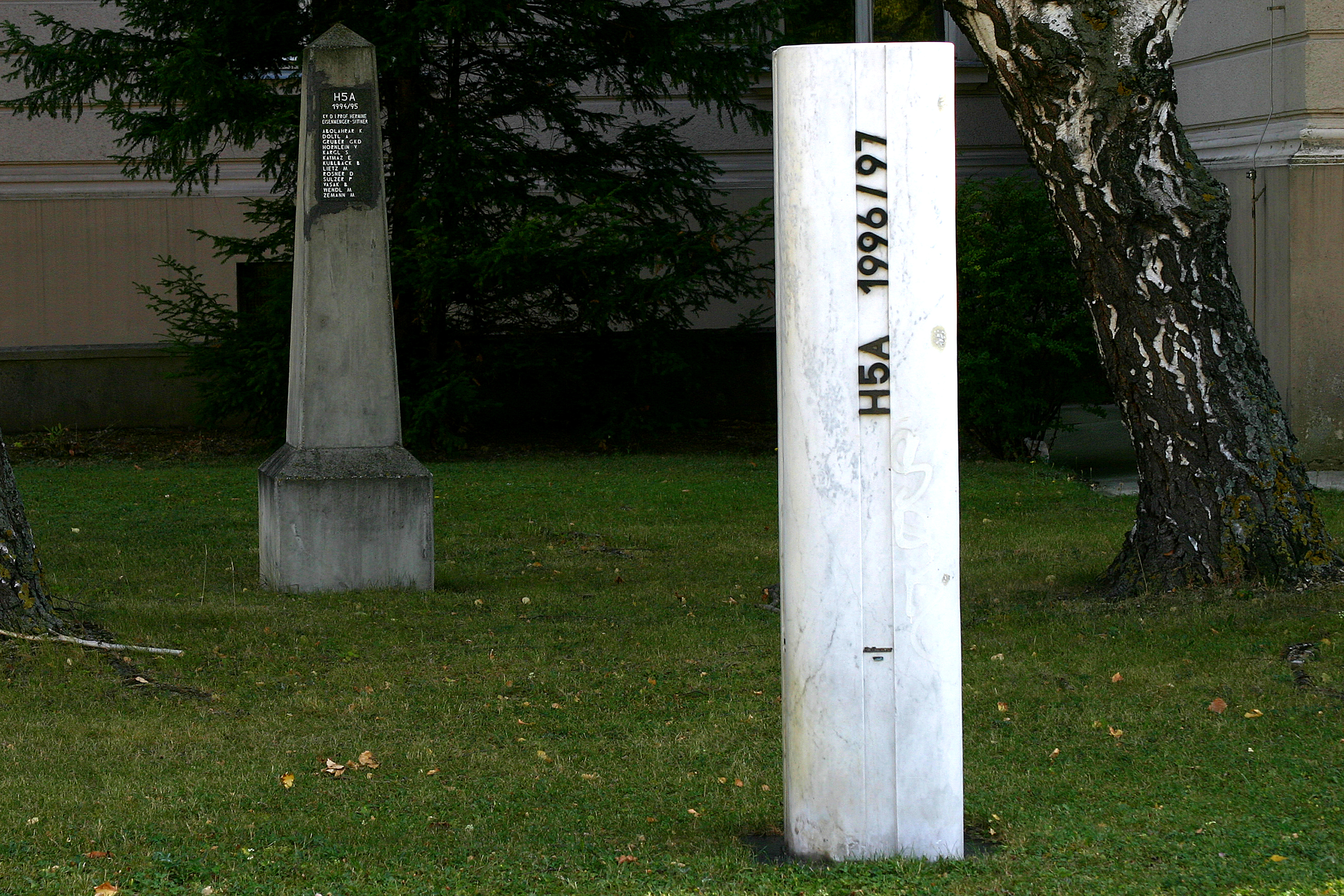
Grabsteine vor der HTL Mödling erinnern an Absolventen der Abteilung Bautechnik

- Höhere Abteilung für Wirtschaftsingenieurwesen

Die Höhere Abteilung für Wirtschaftsingenieurwesen wurde 1971 als „Abteilung für Betriebstechnik“ eingeführt. Im Jahr 1992 erhielt sie ihren heutigen Namen.

### Bautechnik Hochbau – Tiefbau
- Höhere Abteilung für Tiefbau
- Höhere Abteilung für Hochbau
Die höhere Abteilung für Hochbau und die höhere Abteilung für Tiefbau gehören zu den ältesten Abteilungen der HTL Mödling. Sie existieren seit der Gründung der Deutsch-österreichischen Technisch-gewerblichen Staatslehranstalt im Jahr 1919.[7]

Die Abteilung Bautechnik ist die größte Abteilung der HTL-Mödling.
- Fachschule für Bautechnik mit Betriebspraktikum
- Kolleg für Hochbau

### Bautechnik – Umwelttechnik
- Höhere Abteilung für Bautechnik Umwelttechnik (seit 2008)
- Kolleg: Bautechnik Umwelttechnik

## Versuchsanstalten
- Versuchsanstalt für Bautechnik, Baustoffe und Straßenbau[8]
- Versuchsanstalt für Holzindustrie

## Schülerheim
Schon seit der Gründung der Deutsch-österreichischen Technisch-gewerblichen Staatslehranstalt im Jahr 1919 gibt es ein Schülerheim. Ursprünglich im 3. Stockwerk des Hauptgebäudes untergebracht, musste es während der sowjetischen Besatzung zwischen 1951 und 1955 auf mehrere Standorte in ganz Mödling aufgeteilt werden. Heute befindet es sich wieder auf dem Areal der HTL Mödling und ist auf 4 verschiedene Gebäude aufgeteilt:
- A-Haus: 1. bis 4. Jahrgang nur Burschen
- B-Haus: 1. bis 5. Jahrgang nur Mädchen
- C-Haus: Momentaner Abriss
- Gebäude 4 (ehem. Mädchenheim): 5. Jahrgang und Kollegschüler

## Schulzeitung
Im Auftrag der HTL Mödling erscheint jährlich die NÖN-HTL Mödling, eine Sonderproduktion der Niederösterreichischen Nachrichten. Mit einer Auflagenzahl von 70.000 Stück dient sie als Jahresbericht und liefert einen Überblick über die HTL Mödling, ihrer Abteilungen und deren Projekte.
Zusätzlich existiert seit 2006 die ebenfalls jährlich erscheinende Schülerzeitung Breitseiten (Auflagenzahl 1350), die bereits durch den 2. Platz des NÖ Schulzeitungswettbewerbes ausgezeichnet wurde.

## Schulveranstaltungen
Schon von Beginn an wurde das Gelände der HTL Mödling immer wieder für Großveranstaltungen genutzt, wie etwa der 5. Niederösterreichischen Landesausstellung 1929, der Landestagung der Vaterländischen Front am 28. April 1935 (25.000–30.000 Teilnehmer) oder der Fahnen- und Flugzeugweihe am 7. Juni 1937.
Da der VfB Mödling den Sportplatz der HTL Mödling bis 1923 als Austragungsort von Meisterschaftsspielen benutzte, konnte am 17. August 1919 der SK Rapid Wien als Gegner empfangen werden, wobei die Heimmannschaft jedoch 0:1 verlor.
Von 1985 bis 2012 fand jährlich ein Schulball in der HTL Mödling statt. Davor wurden auf Grund von Platzmangel andere Festsäle, wie der Brauhof in Mödling, verwendet. Seit dem Schuljahr 2012/2013 findet nur mehr ein Mödlingerschulball mit anderen Schulen von Mödling mit organisiert in der Event Pyramide Vösendorf statt.
Am Ende des Schuljahres findet das HTL-Sommernachtsfest auf dem Sportplatz statt.
Im 2. und 3. Jahrgang ist für jede Klasse ein einwöchiger Schulskikurs vorgesehen, welcher in einem der zahlreichen Skigebieten Österreichs, oder in der polnischen Stadt Zakopane (erstmals im Schuljahr 1991/1992) stattfindet.
Zusätzlich war die HTL Mödling Ausstrahlungsort der Sendung Wer A sagt.

## Bekannte Projekte

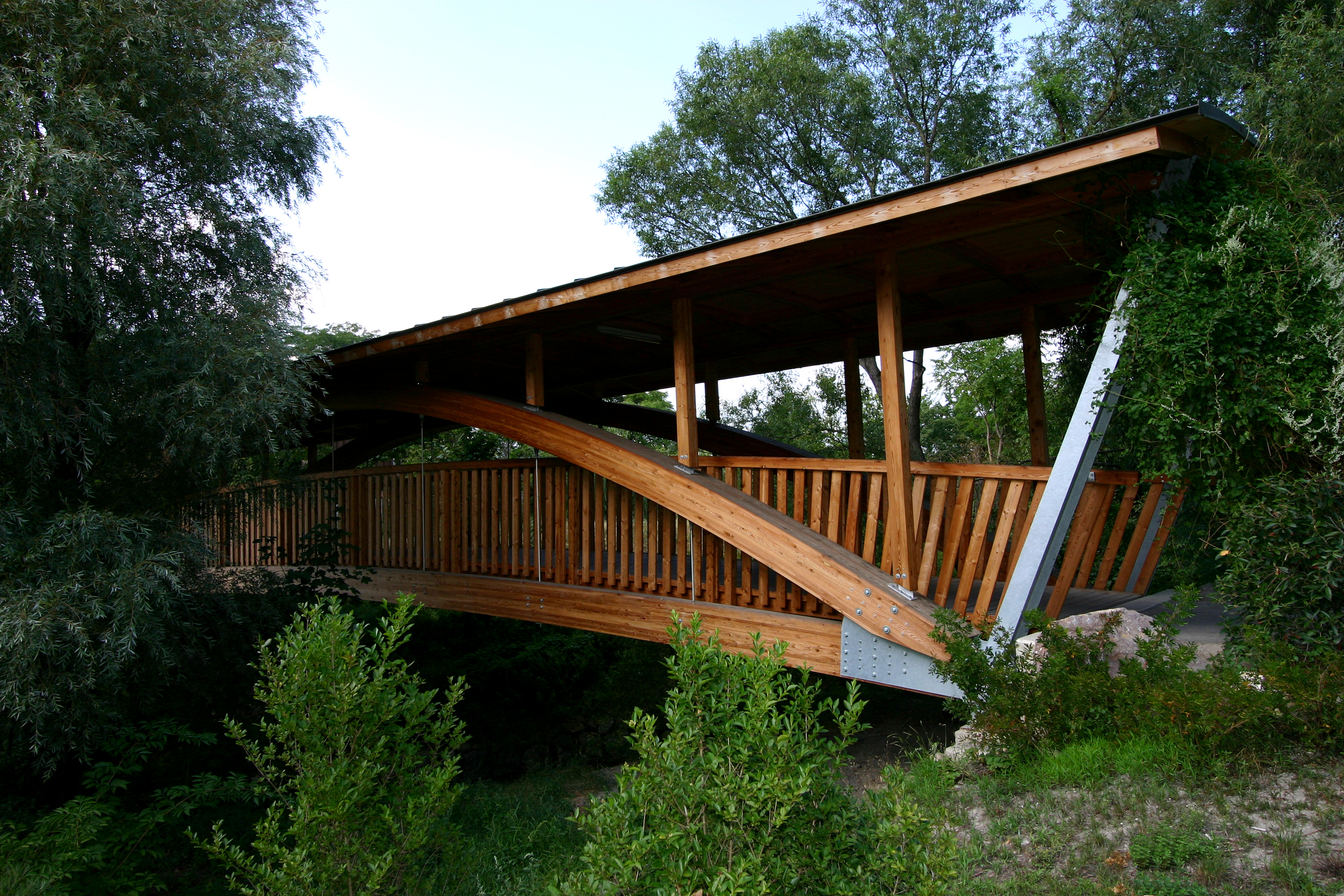
Brücke in Wiener Neudorf. Geplant und gebaut von Schülern der Tiefbauabteilung

- Planung und Bau der Brücke Lindenweg in Wr. Neudorf (Diplomarbeit der Abteilung Tiefbau 2004)
- Beleuchtung des Husarentempels durch Solarenergie in Kooperation mit Wien Strom
- Bau eines Generationenhauses[9] im Auftrag der Caritas Burgenland in Wetschehausen, Rumänien
- Planung einer Brücke in der bayerischen Stadt Rötz im Rahmen eines internationalen Projektes im Jahr 2011[10]
- Bau eines buddhistischen Chörten im Druk-Yul-Park in Wien-Liesing, zusammen mit der Österreichischen Bhutan Gesellschaft (2010)

## Personen

### Bekannte Lehrer
- Paul Katzberger, Architekt
- Franz Kaulfersch, Maler und Grafiker
- Walter Till, Koptologe

### Bekannte Absolventen
- Ivona Brandic – Wirtschaftsinformatikerin
- Bernhard Dworak (Maschinenbau, Matura 1968) – Politiker (ÖVP)
- Thomas Elian (Elektrotechnik, Matura 2009) – Politiker (ÖVP)
- Helmut A. Gansterer (Kraftfahrzeugtechnik) – Journalist
- Otto Grim (Matura 1929) – Schiffbauingenieur
- Gerhard Hanappi (Matura 1947) – Fußballspieler und Architekt
- Gery Keszler (Feinmechanik, 1977–1982) – Visagist, Manager und Organisator von „Life Ball“
- Peter Minich – Opernsänger
- Otto Nemenz (Feinmechanik) – Kameramann
- Gustav Peichl (Hochbau, 1943–1944, Ausbildung in Linz abgeschlossen) – Architekt und Karikaturist „Ironimus“
- Michaela Polleres (Innenarchitektur) – Judoka
- Astrid Rompolt – Kommunalpolitikerin (SPÖ)
- Willi Sohm – Kameramann
- Erich Spindelegger – Politiker (ÖVP)
- Hannes Weninger (Matura 1980) – Politiker (SPÖ)
- Hannspeter Winter – Physiker
- Alfred Worm (Tiefbau, 1959–1964) – Journalist, Buchautor und Universitätslehrer
- Alexander Wurz (Ausbildung nicht abgeschlossen) – Formel-1-Fahrer